# 唐納德·克萊恩
唐納德·克萊恩（英語：Donald Cline，1938年12月10日—），男，美國醫生、生育專家、基督教教會長老，被揭發為生育欺詐的主謀，曾經在印第安納波利斯的診所用自己的精子令最少96個女子懷孕。這件案件被Netflix拍成紀錄片《我們的金髮藍眼父親》，並於2022年5月首播。

## 生育欺詐
調查源於雅各巴·巴拉德（Jacoba Ballard）做了個DNA測試，並得知自己有7個兄弟姊妹。她及後發現親生父親是她母親的生育醫生。克萊恩承認在未得到病人的同意下，用了自己的精子對她們進行人工受孕，多年來令他成為超過90個孩子的生父。
事件揭發後，克萊恩對兩項妨礙司法公正表示認罪，被判停牌1年。除此之外，因為印第安納州沒有明文禁止醫生用自己的精子令病人受孕，所以克萊恩沒有受到其他的懲處。
那些孩子中，有很大部分遺傳了克萊恩的自體免疫性疾病。因為克萊恩為類風濕性關節炎患者，他根本就不符合自己診所的捐精要求。